# Catocala confluens
Catocala confluens är en fjärilsart som beskrevs av Clayton Dissinger Mell 1936. Catocala confluens ingår i släktet Catocala och familjen nattflyn. Inga underarter finns listade i Catalogue of Life.